# سليمان جاسر
سليمان جاسر (1908 - 1992) هو رجل أعمال فلسطيني شغل منصب رئيس بلدية بيت لحم من عام 1948 إلى عام 1959، معروف بأعماله الخيرية في منطقة بيت لحم بالضفة الغربية.

## حياته
ولد سليمان يوسف إبراهيم جاسر لعائلة مسيحية فلسطينية، وبدأ حياته المهنية في أوائل الثلاثينيات كشريك في شركة البناء والتجارة التابعة لعائلته. وفي وقت لاحق، أسس شركته الخاصة التي أصبحت من أكبر شركات المقاولات في فلسطين، كما استثمر في الأراضي والعقارات وامتلك عدة عقارات في منطقة بيت لحم. كرّس جاسر نفسه لمساعدة الفقراء والمحتاجين في مجتمعه، أسس عدة جمعيات خيرية منها: صندوق سليمان جاسر الخيري الذي يقدم المساعدة المالية للعائلات المحتاجة، وفندق قصر جاسر الذي يوفر فرص عمل وتدريب للسكان المحليين.

## وفاته
توفي جاسر عام 1992، لكن إرثه من العمل الخيري وخدمة المجتمع مستمر من خلال عمل صندوق سليمان جاسر الخيري، الذي يواصل تقديم الدعم للعائلات المحرومة في بيت لحم والمناطق المحيطة بها.